# 宋昌林
宋昌林（1955年—2014年），山东荣成人，汉族，中华人民共和国京剧表演艺术家、政治人物，山东省京剧院原副院长，中国共产党党员，第十一届全国人民代表大会山东地区代表。
毕业于山东五七艺校京剧表演专业。2008年起担任全国人大代表。